# Arnulfo da Baviera
Francisco José Arnulfo Adalberto Maria da Baviera (em alemão:  Franz Joseph Arnulf Adalbert Maria von Bayern) (Munique, 8 de junho de 1852 - Veneza, 11 de dezembro de 1907), foi um príncipe da Baviera.